# Kanton Marines
Der Kanton Marines war bis 2015 ein französischer Wahlkreis im Arrondissement Pontoise, im Département Val-d’Oise und in der Region Île-de-France; sein Hauptort war Marines. Vertreter im Generalrat des Départements war von 1992 bis 2013 Jean Pichery (UMP). Ihm folgte Evelyne Bossu nach.  

## Gemeinden
| Gemeinde            | Einwohner Jahr | Fläche km² | Bevölkerungsdichte | Postleitzahl | Code INSEE |
| ------------------- | -------------- | ---------- | ------------------ | ------------ | ---------- |
| Arronville          | 663 (2013)     | –          | – Einw./km²        | 95810        | 95023      |
| Le Bellay-en-Vexin  | 247 (2013)     | –          | – Einw./km²        | 95750        | 95054      |
| Berville            | 343 (2013)     | –          | – Einw./km²        | 95810        | 95059      |
| Bréançon            | 365 (2013)     | –          | – Einw./km²        | 95640        | 95102      |
| Brignancourt        | 198 (2013)     | –          | – Einw./km²        | 95640        | 95110      |
| Chars               | 2008 (2013)    | –          | – Einw./km²        | 95750        | 95142      |
| Cormeilles-en-Vexin | 1231 (2013)    | –          | – Einw./km²        | 95830        | 95177      |
| Épiais-Rhus         | 644 (2013)     | –          | – Einw./km²        | 95810        | 95213      |
| Frémécourt          | 554 (2013)     | –          | – Einw./km²        | 958330       | 95254      |
| Grisy-les-Plâtres   | 600 (2013)     | –          | – Einw./km²        | 95810        | 95287      |
| Haravilliers        | 552 (2013)     | –          | – Einw./km²        | 95640        | 95298      |
| Le Heaulme          | 200 (2013)     | –          | – Einw./km²        | 95640        | 95303      |
| Marines             | 3433 (2013)    | –          | – Einw./km²        | 95640        | 95370      |
| Menouville          | 91 (2013)      | –          | – Einw./km²        | 95810        | 95387      |
| Moussy              | 140 (2013)     | –          | – Einw./km²        | 95640        | 95438      |
| Neuilly-en-Vexin    | 190 (2013)     | –          | – Einw./km²        | 95640        | 95447      |
| Nucourt             | 731 (2013)     | –          | – Einw./km²        | 95420        | 95459      |
| Santeuil            | 649 (2013)     | –          | – Einw./km²        | 95640        | 95584      |
| Theuville           | 24 (2013)      | –          | – Einw./km²        | 95810        | 95611      |